# Xavier Elies Gibert
Xavier Elies Gibert (Barcelona, 15 d'abril de 1941 – 30 de juny de 2010) era un economista i cantant català. Va ser el setè integrant des de l'any 1963 de l'antic grup Els Setze Jutges.
Xavier Elies va néixer a Barcelona i va enregistrar un sol disc, amb un estil característic seguint una línia humorística i satírica en la que predominava la influència dels grans autors de la chanson francesa, especialment Georges Brassens, del que és un fidel seguidor. Va realitzar amb la resta de membres de Els Setze Jutges gran nombre d'actuacions en directe i recitals per terres catalanes en una tasca important de divulgació de la Nova Cançó, encara que no va aconseguir l'èxit popular.
També va ser per poc temps cantant i instrumentista del grup Els Quatre Gats, el primer de les seves característiques que va cantar en llengua catalana.
Una vegada supera aquest primer període de popularització de la cançó, quan el moviment ja era prou popular, Xavier Elies es va retirar del món de la cançó i es va dedicar al món editorial dins el grup HYMSA, editor de la revista Lecturas, entre d'altres.
El 13 d'abril de 2007, junt amb la resta de components del grup va rebre la Medalla d'Honor del Parlament de Catalunya, en reconeixement de la seva tasca en favor de la cultura i la llengua catalanes durant la dictadura.
La mort d'Elies deguda a un càncer succeí un mes després de rebre un homenatge sorpresa per part d'alguns membres dels setze jutges.